# All-Ireland Senior Football Championship 1973
L'All-Ireland Senior Football Championship 1973 fu l'edizione numero 87 del principale torneo di calcio gaelico irlandese. Cork batté in finale Galway ottenendo la quarta vittoria della sua storia.

## Semifinali
| Dublino 12 agosto 1973 | Galway | 0-16 – 2-08 | Offaly | Croke Park |

| Dublino 19 agosto 1973 | Cork | 5-10 – 2-04 | Tyrone | Croke Park |

### Finale
| Dublino 23 settembre 1973 | Cork | 3-17 – 2-13 | Galway | Croke Park (73306 spett.) |

| Manica sinistra · Maglietta · Maglietta · Manica destra · Pantaloncini · Calzettoni | Manica sinistra · Maglietta · Maglietta · Manica destra · Pantaloncini · Calzettoni |

| CORK:             |    |                      |
|                   |    |                      |
| GK                | 1  | Billy Morgan (c)     |
| RCB               | 2  | Frank Cogan          |
| FB                | 3  | Humphrey Kelleher    |
| LCB               | 4  | Brian Murphy         |
| RWB               | 5  | Kevin Jer O'Sullivan |
| CB                | 6  | John Coleman         |
| LWB               | 7  | Con Hartnett         |
| M                 | 8  | Dinny Long           |
| M                 | 9  | Denis Coughlan       |
| RWF               | 10 | Ned Kirby            |
| CF                | 11 | Declan Barron        |
| LWF               | 12 | Dave McCarthy        |
| RCF               | 13 | Jimmy Barry-Murphy   |
| FF                | 14 | Ray Cummins          |
| LCF               | 15 | Jimmy Barrett        |
| Substitutes used: |    |                      |
| CB                |    | Séamus Coughlan      |
| LWF               |    | Donal Hunt           |
| FB                |    | Mick Scannell        |

| GALWAY:      |    |                   |
|              |    |                   |
| GK           | 1  | Gay Mitchell      |
| RCB          | 2  | Joe Waldron       |
| FB           | 3  | Jack Cosgrove     |
| LCB          | 4  | B. Colleran       |
| RWB          | 5  | Liam O'Neill      |
| CB           | 6  | Tommy Joe Gilmore |
| LWB          | 7  | Johnny Hughes     |
| M            | 8  | W. Joyce          |
| M            | 9  | J. Duggan         |
| RWF          | 10 | M. Burke          |
| CF           | 11 | Liam Sammon (c)   |
| LWF          | 12 | Michael Rooney    |
| RCF          | 13 | J. Coughlan       |
| FF           | 14 | Tom Naughton      |
| LCF          | 15 | M. Hughes         |
| Substitutes: |    |                   |
| RCF          |    | F. Canavan        |
| RWF          |    | Colie McDonagh    |

REGOLE
- 80 minuti.
- Nuova partita in caso di pareggio
- Tre sostituzioni al massimo per squadra